# Kharagpur
Kharagpur (en bengalí: খড়্গপুর ) es una ciudad de la India, en el distrito de Midnapore occidental, estado de Bengala Occidental.

## Geografía
Se encuentra a una altitud de 45 m s. n. m. a 128 km de la capital estatal, Calcuta, en la zona horaria UTC +5:30.

## Demografía
Según estimación 2010 contaba con una población de 194 688 habitantes.